# ارنست هوپنبرگ
ارنست هوپنبرگ (انگلیسی: Ernst Hoppenberg؛ ۲۶ ژوئیه ۱۸۷۸ – ۲۹ سپتامبر ۱۹۳۷) یک شناگر و بازیکن واترپلو اهل آلمان بود.
از افتخارات وی میتوان به کسب مدال طلا ۲۰۰ متر کرال پشت و ۲۰۰ متر تیمی در بازی‌های المپیک تابستانی ۱۹۰۰ اشاره کرد.